# Buco-Zau
Buco-Zau – miasto w Angoli, w prowincji Kabinda.